# Thucholit
Thucholit – kopalina wyglądem zbliżona do węgla kamiennego (dawniej uważana za minerał), która obok węglowodorów zawiera uran, tor i pierwiastki ziem rzadkich. Nazwa została nadana przez H.V. Ellsworth’a w  1928 r.
W skład  wchodzą:
- węgiel (23 – 61%, zwykle pomiędzy 42% a 52%),
- składniki lotne (26 – 40%).

Popiół thucholityczny zawiera:
- do 70% U
3O
8,
- do 48% ThO
2,
- do 35% tlenków ceru i itru.
- występują w nim też domieszki uraninitu i siarczków żelaza, miedzi, ołowiu.

Właściwości:
- barwa – czarny,
- twardość między 2,5 a 4,
- gęstość od 1,5 do 2,1 g/cm³.

## Występowanie
Występuje w pegmatytach i żyłach hydrotermalnych.
Miejsca występowania: 
Kanada – (Ontario), Japonia, Szwecja – (Dalarna, Boliden), Rosja – (Karelia). Najobfitsze złoża znajdują się w Południowej Afryce, w pasmie górskim Witwatersrand. W Polsce pojawia się w spągu łupków miedzionośnych Lubina i Polkowic.